# Zosterops tephropleurus
Zosterops tephropleurus là một loài chim trong họ Zosteropidae.